# Naveed (canción)
«Naveed» es el quinto y último sencillo de su primer álbum, Naveed (1994) de la banda Our Lady Peace. Fue lanzado 17 de abril de 1995 en los Estados Unidos y en enero de 1996 en el Reino Unido como el quinto y último sencillo del álbum. La canción tuvo un buen desempeño en las listas, y se convirtió en un gran éxito en Canadá, aunque no fue lanzado oficialmente a la radio allí. El video musical también escaló las listas de éxitos en MuchMusic, y en 1998 ocupó el trigésimo tercer video favorito de todos los tiempos.

## Significado
Es el nombre de un amigo mío. Su nombre es Naveed. Él es iraní y un día me dijo que el fondo (del nombre) era una de las personas mencionadas como portador de buenas noticias. El título del álbum Naveed tipo de lazos en todas las letras. Charlas 'Naveed' sobre alguien miedo de morir, pero al mismo tiempo interesado en él. Naveed estaba jugando con un arma y no sabía que una cámara dentro de la pistola contenía una bala. Tomamos el concepto de Naveed y lo colocó en el optimismo oscuro de nuestra música. Hemos forzado Naveed en recorrer la distancia entre el misticismo y la realidad amarga
- Raine Maida

## Video musical
El video musical de Naveed, dirigida por George Vale, alterna entre la banda tocando en frente de una multitud, y los niños que juegan en un depósito de chatarra excesivamente iluminado pretende representar a un país devastado por la guerra. Un gran tanque militar y otros símbolos de guerra desempeñan un papel en el video.

## Puesto
| Listas (1995-1996)              | Posición |
| ------------------------------- | -------- |
| Canadian RPM Top Singles        | 63       |
| Canadian RPM Alternative Top 30 | 4        |